# Lingua kuanua
La lingua kuanua (o anche Tolai) è la lingua parlata dai Tolai che abitano la penisola Gazelle, in Papua Nuova Guinea, sull'isola di Nuova Britannia. I locutori sono circa 100.000.